# Natalie Schürpf
Natalie Schürpf (* 23. Dezember 1993 in Appenzell) ist eine Schweizer Unihockeyspielerin. Sie steht beim Nationalliga-A-Vertreter UHC Kloten-Dietlikon Jets unter Vertrag.

## Karriere

### UHC Waldkirch-St. Gallen
Schürpf begann ihre Karriere beim UH Appenzell. Später erfolgte der Wechsel in die Juniorenabteilung des UHC Waldkirch-St. Gallen. 2009 debütierte sie schliesslich in der ersten Mannschaft des UHC Waldkirch-St. Gallen in der Nationalliga B. 2010 erlitt die Appenzellerin einen Kreuzbandriss, welcher keine Teilnahme an der Meisterschaft zuliess.
Zur Saison 2011/12 wurde sie fix in das Kader der ersten Mannschaft integriert. Sie entwickelte sich schnell zu einer der treffsichersten Spielerinnen der Ostschweizer Mannschaft.
Nach einer erfolgreichen Saison 2016/17, in welcher sie die zweite Saisonhälfte verpasste, stieg Schürpf mit den Damen des UHC Waldkirch-St. Gallen in die Nationalliga A auf.

### UHC Kloten-Dietlikon Jets
Am 9. März 2018 gab der damalige UHC Dietlikon bekannt, dass Natalie Schürpf in der Saison 2018/19 für die UHC Kloten-Dietlikon Jets auflaufen werde.